# One Vanderbilt
One Vanderbilt – drapacz chmur znajdujący się w dzielnicy Midtown Manhattan w Nowym Jorku w Stanach Zjednoczonych. Znajduje się na rogu przecznic 42nd Street i Vanderbilt Avenue. Budowa wieżowca rozpoczęła się w 2017 roku. Budynek miał uroczyste otwarcie we wrześniu 2020 roku. Na oficjalne otwarcie właściciel zdecydował się zaczekać do ukończenia tarasów widokowych Summit One Vanderbilt w październiku 2021.
Najwyższa kondygnacja wieżowca ma numer 93. Ma on 77 pięter, ale jedynie 57 jest piętrami przeznaczonymi na biura plus dwa pełniące funkcje tarasów widokowych. Summit One Vanderbilt. 397 metrów wysokości do dachu oraz 427 metrów wraz z iglicą. Po ukończeniu budowy było on drugim najwyższym wysokościowcem w mieście. Obecnie jest czwartym pod względem wysokości budynkiem w mieście; po One World Trade Center, Central Park Tower i 111 West 57th Street, oraz piątym w Stanach Zjednoczonych. Budowa kosztowała 3,31 miliarda $.

## Styl i Architektura
Wygląd i styl One Vanderbilt miał za zadanie dopasować się do pobliskiego Grand Central Terminal. Fasada składa się z paneli szklanych, podczas gdy rogi wewnętrzne zrobione są przy użyciu terakoty. Wieżowiec zbudowany jest ze stali i betonu. Pomieszczenia wewnętrzne osiągają wysokość nawet 32 metrów.
Lobby zawiera siedzibę banku oraz przejścia do środków komunikacji: stacja kolei, oraz stacja metra Grand Central – 42nd Street Station. Na drugim piętrze znajduje się restauracja Le Pavilion. Większość przestrzeni użytkowej wieżowca zajmują powierzchnie biurowe.
One Vanderbilt został zaprojektowany przez Kohn Pedersen Fox. Severud Associates było inżynierem konstrukcyjnym, Langan Engineering było konsultantem inżyniera budownictwa, a Jaros, Baum & Bolles zostało firmą zajmującą się inżynierią mechaniczną i elektryczną. Konsultant ds. konstrukcji Thornton Tomasetti pracował z Severud, aby stworzyć modele dla struktury One Vanderbilt’a. Hines Interests Limited Partnership było kierownikiem projektu, a Tishman Construction było głównym podwykonawcą.
Początkowo w tym miejscu możliwe było jedynie wzniesienie wieżowca do wysokości 180 metrów, jednak deweloper SL Green zdołał pozyskać dodatkowe prawa do podwyższenia wieżowca za pomocą kupna praw od właścicieli sąsiednich budynków, m.in. od Bowery Savings Building, a także od miasta, przez poprawę infrastruktury publicznej i dostępu do miejsc użyteczności publicznej.

## Historia
Pomiędzy latami 2001 a 2011 inwestor SL Green Realty kupował ziemię i budynki pod przyszłą budowę wieżowca, chcąc rozpoczynać prace od roku 2012. Po nieudanych rozmowach z biurem zajmującym się planowaniem przestrzennym miasta w 2013 roku budowa musiała opóźnić się o wiele miesięcy. W maju 2014 TD Bank podpisał zgodę na pomoc finansową przy projekcie poprzez zapłacenie najmu za lokal na parterze i wkrótce potem doszło do zburzenia wszystkich starych zabudowań na tym terenie. Wbicie kamienia węgielnego nastąpiło w październiku 2016. Drapacz chmur osiągnął swoją planowaną wysokość 17 września 2019, dwa miesiące przed planowanym terminem. Pomimo przeszkód związanych z pandemią Covid-19 budynek otwarto we wrześniu 2020, na oficjalne otwarcie trzeba było czekać aż do października 2021, gdy ukończono część widokową Summit One Vanderbilt.

## Położenie
One Vanderbilt znajduje się w Midtown na Manhattanie w Nowym Jorku, na zachód od Grand Central Terminal. Budynek zajmuje blok miasta ograniczony od zachodu Madison Avenue, dawnej linii Vanderbilt Avenue na wschodzie, 42nd Street na południe i 43rd Street na północy. Prostokątna działka budynku obejmuje 4,092.2 m² (44,048 ft²), o wymiarach 61 na 66 m. Do okolicznych struktur należą: Lefcourt Colonial Building i One Grand Central Place na południe; Grand Central Terminal na wschodzie; MetLife Building na północnym wschodzie. Dodatkowo, hotel Grand Hyatt New York oraz Chrysler Building są dwie działki na wschód, podczas gdy Pershing Square Building, Bowery Savings Bank Building i Chanin Building znajdują się na południowym wschodzie.
Drapacz chmur zastąpił wiele budynków zbudowanych tu jako Terminal City wokół Grand Central w XX wieku. 18-piętrowy Vanderbilt Avenue Building, zaprojektowany przez Warren i Wetmore budynek na skrzyżowaniu 51-East i 42nd Street, otwarty jako sześciopiętrowy biurowiec w 1902, a rozbudowany w latach 1920. Miał on dwupoziomowy sklep „Modell’s store” który sprzedawał sprzęt sportowy. Niektóre z pozostałych budynków miały ozdobne detale elewacji, takie jak: morświny i cherubiny z terakoty, zostały przeniesione do New York Landmarks Conservancy, które znalazło dla nich przyszły użytek. 23-piętrowybudynek na rogu 317 Madison Avenue i 42nd Street, był zaaprojektowany przez Carrère and Hastings i otwarty w 1922 jako Liggett Building. The Prudence Bond & Mortgage Building na rogu Madison Av. i 43rd St, gdzie gubernator stanu Nowy Jork Al Smith miał siedzibę swojej kampanii wyborczej w 1923. Dwa małe budynki „an Irish pub” i a „T.G.I. Friday’s.” były zlokalizowane wzdłuż 43. ulicy.

## Summit One Vanderbilt
Powyżej 73 piętra znajduje się platforma obserwacyjna nazwana Summit One Vanderbilt. Ma on powierzchnię 6683,3 m² i zawiera kilka restauracji. W 2018 szacowano, że koszt Summit One Vanderbilt wyniesie około 35–39 milionów dolarów. Po oddaniu do użytku w 2021 cena za wejście dla osoby wyniosła $39. Dla mieszkańców przysługuje jednak zniżka. Summit One Vanderbilt zbudowany jest z 3 przedziałów, które zostały zaprojektowane przez biuro Snøhetta. Pierwsza część, „Ascent”, ma szklane windy, które dowożą klientów z lobby na platformę obserwacyjną, która mieści się 370 m (1210 stóp) nad ziemią. Druga część, „Levitation”, zbudowana jest z zabudowanych szklanych balkonów, które wystają z fasady budynku. Trzecia część, „Après”, ma szklany parapet i bar.Dodatkowo jedna część to tzw. „infinity room” zawierający sufit zawieszony na wysokości 12 m. Bary i restauracje są obsługiwane przez Danny Meyer’s Union Square Events. Summit One Vanderbilt zawiera także interaktywną wystawę artystyczną stworzoną przez Kenzo Digital. Kierując się artykułem prasowym, opublikowanym w 2021, Summit One Vanderbilt posiada także zieloną przestrzeń reklamowaną jako „światowa najwyżej położona alpejska łąka”.

## Zakończenie budowy
W połowie 2019 SL Green ogłosiło, że zakończenie prac budowlanych planowane jest na sierpień tego samego roku. Wkrótce, górna część iglicy została tymczasowo usunięta, aby można było zamontować dodatkową okładzinę do korony wieżowca. Koniec budowy został opóźniony także przez wybuch w mieście pandemii Covid-19 na początku 2020 i w konsekwencji utrudnienie wielu aspektów prowadzenia działalności w mieście przez burmistrza. Pomimo przeciwności, do czerwca budynek został w 67% wynajęty. Natomiast na przełomie lat 2019/2020 planowano, że do końca 2020-go budynek ten będzie miał aż 82% zajętych przestrzeni biurowych. Cel nie został osiągnięty – jedynie 72% przestrzeni było zajętych w grudniu 2020.
New York City Department of Buildings wydał tymczasowy certyfikat obłożenia dla lokali One Vanderbilt 11 września 2020 roku. One Vanderbilt był oficjalnie otwarty 3 dni później, 14 września tego roku. Jednakże powierzchnie biurowe nie były jeszcze wtedy gotowe do wprowadzenia. Najemcy musieli poczekać do listopada. Restauracja Le Pavilion otwarta została w maju 2021. W czerwcu natomiast konsorcjum banków: Wells Fargo i Goldman Sachs wsparły projekt One Vanderbilta kwotą 3 miliardów dolarów. W zamian właściciel miał płacić stałą kwotę przez okres 10 lat, używając tzw. „fixed-rate loan using commercial mortgage-backed securities” i był zobowiązany do spłacić dług, który pojawił się podczas etapu budowy.
Do lipca 2021 SL Green reklamował swoje biura na dwóch najwyższych piętrach budynku, podając cenę $3,470/m² powierzchni biurowej. Była to wówczas najdroższa oferta w całym mieście.
Bilety do Summit One Vanderbilt wystartowały we wrześniu 2021, miesiąc przed planowanym otwarciem 21 października oraz drzwi otwarte dla dziennikarzy 24 września tego roku. Budynek był wynajmowany w 90 procentach w 2021 roku. Summit One Vanderbilt został oficjalnie otwarty 21 października.

## Użyteczność pięter (według amerykańskiej numeracji)
| Przeznaczenie    | Piętra | Opis |
| ---------------- | ------ | --- |
| Sky Floors       | 72-73  | Sky Floors to szczytowe osiągnięcie powierzchni biurowej na Manhattanie, oferujące nielicznym wybrańcom niezrównane doznania w świecie innym niż jakakolwiek inna przestrzeń biurowa, gdziekolwiek. - Zapierające dech w piersiach widoki „jak z helikoptera” od mostu George’a Washingtona do Statuy Wolności - 20′ to 24′ Wysokość sufitu z oknami od podłogi do sufitu - Zewnętrzne Przestrzenie Tarasowe |
| Penthouse Floors | 66-68  | Podnieś poziom swojej firmy dzięki niezrównanej powierzchni biurowej, która pozwoli Ci urzeczywistnić swoją wizję. Wspaniałe widoki przenoszą Twoją firmę na zupełnie nowy poziom. - 360° Widoki tak daleko, jak zapragniesz - 16’6″ Wysokość sufitu z szybą od podłogi do sufitu - 7 rogów oferuje więcej znaczących i prestiżowych biur                                                                    |
| Penthouse Floors | 63-65  | Podnieś poziom swojej firmy dzięki niezrównanej powierzchni biurowej, która pozwoli Ci urzeczywistnić swoją wizję. Wspaniałe widoki przenoszą Twoją firmę na zupełnie nowy poziom. - 360° Widoki tak daleko, jak zapragniesz - 16’6″ Wysokość sufitu z szybą od podłogi do sufitu - 7 rogów oferuje więcej znaczących i prestiżowych biur                                                                    |
| Penthouse Floors | 60-62  | Podnieś poziom swojej firmy dzięki niezrównanej powierzchni biurowej, która pozwoli Ci urzeczywistnić swoją wizję. Wspaniałe widoki przenoszą Twoją firmę na zupełnie nowy poziom. - 360° Widoki tak daleko, jak zapragniesz - 16’6″ Wysokość sufitu z szybą od podłogi do sufitu - 7 rogów oferuje więcej znaczących i prestiżowych biur                                                                    |
| Tower Floors     | 53-55  | Nowy horyzont przestrzeni biurowej zapewnia niezrównane wrażenia, dzięki którym świat jest na wyciągnięcie ręki, a Nowy Jork u stóp. - 15’2″ Wysokość sufitu, piętra bezkolumnowe - Duża ilość biur w narożnikach. - Niezwykłe Widoki |
| Tower Floors     | 50-52  | Nowy horyzont przestrzeni biurowej zapewnia niezrównane wrażenia, dzięki którym świat jest na wyciągnięcie ręki, a Nowy Jork u stóp. - 15’2″ Wysokość sufitu, piętra bezkolumnowe - Duża ilość biur w narożnikach. - Niezwykłe Widoki |
| Tower Floors     | 47-49  | Nowy horyzont przestrzeni biurowej zapewnia niezrównane wrażenia, dzięki którym świat jest na wyciągnięcie ręki, a Nowy Jork u stóp. - 15’2″ Wysokość sufitu, piętra bezkolumnowe - Duża ilość biur w narożnikach. - Niezwykłe Widoki |
| Tower Floors     | 44-46  | Nowy horyzont przestrzeni biurowej zapewnia niezrównane wrażenia, dzięki którym świat jest na wyciągnięcie ręki, a Nowy Jork u stóp. - 15’2″ Wysokość sufitu, piętra bezkolumnowe - Duża ilość biur w narożnikach. - Niezwykłe Widoki |
| Executive Floors | 36-38  | Powierzchnia biurowa klasy premium pod najbardziej poszukiwanym adresem na świecie daje wyraźną przewagę Twojej firmie. Wspaniałe widoki na panoramę Nowego Jorku dają w zasięgu ręki niezwykłe możliwości. - 14’6″ Wysokość sufitu - Ponad 33 tys. stóp kwadratowych powierzchni na każdym piętrze - Okna od podłogi do sufitu                                                                              |
| Executive Floors | 33-35  | Powierzchnia biurowa klasy premium pod najbardziej poszukiwanym adresem na świecie daje wyraźną przewagę Twojej firmie. Wspaniałe widoki na panoramę Nowego Jorku dają w zasięgu ręki niezwykłe możliwości. - 14’6″ Wysokość sufitu - Ponad 33 tys. stóp kwadratowych powierzchni na każdym piętrze - Okna od podłogi do sufitu                                                                              |
| Executive Floors | 26-29  | Powierzchnia biurowa klasy premium pod najbardziej poszukiwanym adresem na świecie daje wyraźną przewagę Twojej firmie. Wspaniałe widoki na panoramę Nowego Jorku dają w zasięgu ręki niezwykłe możliwości. - 14’6″ Wysokość sufitu - Ponad 33 tys. stóp kwadratowych powierzchni na każdym piętrze - Okna od podłogi do sufitu                                                                              |
| Executive Floors | 24-25  | Powierzchnia biurowa klasy premium pod najbardziej poszukiwanym adresem na świecie daje wyraźną przewagę Twojej firmie. Wspaniałe widoki na panoramę Nowego Jorku dają w zasięgu ręki niezwykłe możliwości. - 14’6″ Wysokość sufitu - Ponad 33 tys. stóp kwadratowych powierzchni na każdym piętrze - Okna od podłogi do sufitu                                                                              |
| Executive Floors | 20-22  | Powierzchnia biurowa klasy premium pod najbardziej poszukiwanym adresem na świecie daje wyraźną przewagę Twojej firmie. Wspaniałe widoki na panoramę Nowego Jorku dają w zasięgu ręki niezwykłe możliwości. - 14’6″ Wysokość sufitu - Ponad 33 tys. stóp kwadratowych powierzchni na każdym piętrze - Okna od podłogi do sufitu                                                                              |
| Podium Floors    | 14-15  | Otocz się dynamiczną energią środkowego Manhattanu i postaw swoją firmę o krok przed konkurencją dzięki doskonałej powierzchni biurowej pod najbardziej prestiżowym adresem w mieście. - 18′ Wysokość sufitu - Okna od podłogi do sufitu - Ograniczona dostępność |
| Podium Floors    | 10-12  | Otocz się dynamiczną energią środkowego Manhattanu i postaw swoją firmę o krok przed konkurencją dzięki doskonałej powierzchni biurowej pod najbardziej prestiżowym adresem w mieście. - 18′ Wysokość sufitu - Okna od podłogi do sufitu - Ograniczona dostępność |

### Najemcy
Parter – TD Bank
I piętro – Le Pavilion
10-12 piętro – TD Securities
14-15 piętro – Oak Hill Advisors
24 piętro – InTandem Capital Partners and Sagewind Capital LLC
26 piętro – DZ Bank
27–28 piętro – SL Green
29–31 piętro – Greenberg Traurig
33 piętro – Walker & Dunlop
34–38 piętro – The Carlyle Group
44-47, 67 piętra – McDermott Will & Emery
48 piętro – MFA Financial
51 piętro – Mamoura Holdings
52 piętro – KPS Capital Partners
55 piętro – sekretna firma świadcząca usługi finansowe
60 piętro – UiPath, firma tworząca oprogramowanie do automatyki procesów w robotach
73 piętro – GFL Environmental
Cztery niezidentyfikowane piętra: Stone Ridge Asset Management

## Ciekawostki
- James Gardiner napisał, że pomysł wybudowania takiego wieżowca „nie wydaje się tak uderzający lub imponujący jak każdy by chciał”, argumentując, że plan nie wyróżnia się niczym oprócz wysokości[66].
- Justin Davidson z „New York Magazine” opisał One Vanderbilt jako rzadki „obywatelski Goliat”, a widział to w tym, że gdy inne wieżowce są budowane dla osiągania zysków, natomiast projekt dolnej części One Vanderbilt jest stworzony dla ułatwienia ruchu pieszych i dostępności komunikacji w tym rejonie miasta[66].